# تیساکرچنی
تیساکرچنی (به مجاری:  Tiszakerecseny) یک منطقهٔ مسکونی در مجارستان است که در سابولچ-ساتمار-برگ واقع شده‌است. تیساکرچنی ۲۳٫۸۷ کیلومتر مربع مساحت و ۹۹۰ نفر جمعیت دارد.